# Georges Rency
Georges Rency (1875 – 1951) est un écrivain belge de langue française.

## Biographie
Georges Rency, né Albert Stassart, est né à Bruxelles le 22 novembre 1875 dans un milieu aisé.
Après avoir obtenu un doctorat en philologie classique à l’Université libre de Bruxelles, il entame une carrière dans l’enseignement secondaire qui le mène à Tongres, Anvers, Huy, Namur et enfin Bruxelles où il enseigne durant trente ans. En 1934, il est nommé inspecteur linguistique de l’enseignement moyen et normal.
Il collabore en tant que critique littéraire au Soir et à L'Indépendance belge.
Il entre à l’Académie royale de langue et de littérature françaises de Belgique le 12 avril 1930.

## Œuvres
- 1898 – Madeleine, précédé d’une épître à Paul Adam sur l’émotion d’art
- 1906 – Les Contes de la hulotte
- 1912 – Propos de littérature
- 1907 – Physionomies littéraires
- 1926 – Histoire illustrée de la littérature belge de langue française des origines à 1925 (avec Henri Liebrecht) - Prix de la langue-française de l’Académie française

- 1942 – Georges Eekhoud

## Distinction
- Officier de l'ordre de Léopold (Belgique) en 1926.